# Халифа бин Хамад Аль Тани
Хали́фа ибн Хама́д А́ль Тани́ (араб. خليفة بن حمد آل ثاني‎; 17 сентября 1932 — 23 октября 2016, Ар-Райян, Катар) — шестой эмир Катара из династии Аль Тани (22 февраля 1972 — 27 июня 1995), четвёртый сын Хамада бин Абдаллаха (1896—1948), наследника престола (1935—1948), и внук 5-го шейха Катара Абдаллаха бин Джасима Аль Тани (1913—1949).

## Биография
В 1957 году катарский шейх Али бин Абдаллах Аль Тани (1949—1960) назначил своего племянника Халифа бин Хамада министром образования, позднее он стал министром финансов. В 1960 году эмир Али бин Абдаллах отказался от власти в пользу своего сына Ахмада (1960—1972). 24 октября 1960 года Халифа был провозглашён наследником престола. Эмир Ахмад бин Али много времени проводил за границей, проматывая деньги в европейских и ливанских казино. Поэтому фактическим правителем государства стал его двоюродный брат Халифа бин Хамад. Именно он занимался реформированием Катара. В 1961—1968 годах было принято около ста новых законов. Были созданы министерства, организован Совет министров, стали функционировать гражданские суды.
В 1964 году был учреждён Национальный банк Катара. В апреле 1970 года вступила в действие умеренная конституция. Власть эмира оставалась ничем не ограниченной, однако при нем создавался Консультационный совет с совещательными функциями. В мае того же 1970 года Халифа ибн Хамад был назначен первым премьер-министром Катара, одновременно в 1971—1972 годах первым в истории страны занимал пост министра иностранных дел.
1 сентября 1971 года была провозглашена независимость Катарского эмирата от Великобритании. 22 февраля 1972 год, получив поддержку армии и сил безопасности, объявил находившегося за границей двоюродного брата эмира Ахмада бин Али низложенным и провозгласил себя новым эмиром.
В должности эмира предпринял ряд шагов по модернизации и некоторой демократизации системы государственного управления. Он передал в государственную казну часть доходов от нефти, которая раньше выделялась лично ему. Была повышена заработная плата рабочим и служащим.
В середине 1970-х годов путём заключения договоров с иностранными нефтедобывающими компаниями эмир добился перехода контроля над нефтедобычей в руки государства. В 1972 году была основана национальная нефтяная компания, установившая к 1977 году полный контроль над действовавшими в стране иностранными нефтедобывающими компаниями.
В 1970-х годах столица эмирата — Доха — подверглась почти полной перепланировке и превратилась в современный город. Вдоль асфальтированных широких улиц протянулись ряды домов из бетона и стекла. Столица была полностью электрифицирована и оснащена разветвлённой телефонной сетью.
В июле 1989 года кабинет министров, состоявший из 15 министров, был в первый раз реорганизован, было заменено большинство предыдущих министров. В сентябре 1992 года эмир вторично реорганизовал кабинет министров, расширив его до 17 министров.
В июне 1995 года при поддержке других членов семьи, пока эмир Халифа ибн Хамад находился в зарубежной командировке в Швейцарии, его сын и престолонаследник Хамад бин Халифа стал верховным главой государства Катар.
С 1995 по 2004 год проживал в изгнании во Франции. Ему удалось сохранить контроль над многомиллиардными катарскими счетами в западных банках. Вскоре он основал оппозиционное «Движение за восстановление законности». В 1996 году сторонники эмира-отца предприняли попытку контрпереворота, который возглавил бывший министр финансов и экономики. После его подавления были задержаны более 120 участников переворота, 19 его руководителей были приговорены к смертной казни и пожизненным срокам заключения. С момента переворота эмир-отец получил постоянное убежище в столице ОАЭ Абу-Даби, где для него был построен дворец, он также много путешествовал по Европе, долгое время жил во Франции. В 2004 году сын-эмир позволил отцу вернуться на родину.
Скончался 23 октября 2016 года на 85-м году жизни.